# 梨満駅
梨満駅（リマンえき、朝鮮語: 리만역）は朝鮮民主主義人民共和国慈江道前川郡にある駅で、満浦線に属する。 

## 隣の駅
満浦線
古仁駅 - 梨満駅 - 雲里駅